# Magor Csibi
Magor Imre Csibi (n. 13 octombrie 1980, Miercurea Ciuc, România) este un om politic din România, de profesie politolog. La alegerile europarlamentare din 2007 a fost ales eurodeputat din partea PNL. Acolo, a activat în cadrul Comisiei de Mediu, Sănătate Publică și Siguranță Alimentară.
A absolvit Facultatea de Științe Politice la Universitatea Babeș-Bolyai din Cluj-Napoca. După mandatul de europarlamentar, a condus filiala din România a World Wide Fund, apoi departamentul de leadership al firmei TrendConsult, care oferă consultanță companiilor.